# صوفر
صوفر (به عربی: صوفر) یک منطقهٔ مسکونی در لبنان است که در شهرستان عالیه واقع شده‌است.
 صوفر  ۳٬۰۰۰ نفر جمعیت دارد.